# Gabriela Alves
Gabriela Storace Alves (Río de Janeiro, 1 de enero de 1972) es una actriz brasileña.

## Carrera
Gabriela ha actuado en una gran cantidad de telenovelas, de las que se destacan Despedida de soltero (1992), Mujeres de arena (1993), Tropicaliente (1994), Salsa e Merengue (1996), entre otras. Después de alejarse por algún tiempo de los medios, retornó en 2011 para hacer parte de la telenovela Amor e Revolução, transmitida por la cadena SBT. Gabriela es hija de la reconocida cantante, actriz y empresaria Tânia Alves.

## Filmografía

### Televisión
| Año  | Título                   | Rol                    | Notas                                 |
| ---- | ------------------------ | ---------------------- | ------------------------------------- |
| 1977 | Sítio do Picapau Amarelo | Angel                  | Episodio: "O Anjinho da Asa Quebrada" |
| 1978 | Sítio do Picapau Amarelo | Angel                  | Episodio: "Memórias da Emília"        |
| 1981 | Sítio do Picapau Amarelo | Candoca                | Episodio: "A Chave do Tamanho"        |
| 1985 | Tenda dos Milagres       | Ester                  | Acreditada como "Gabriela Storace"    |
| 1988 | O Pagador de Promessas   |                        |                                       |
| 1992 | Despedida de soltero     | Salete                 |                                       |
| 1992 | Story of O, the Series   | Jacqueline             |                                       |
| 1993 | Mujeres de arena         | Glória (Glorinha)      |                                       |
| 1994 | Tropicaliente            | Pitanga                |                                       |
| 1995 | Tocaia Grande            | Sacramento             |                                       |
| 1996 | Salsa e Merengue         | Assunção Muñoz         |                                       |
| 1998 | Estrela de Fogo          | Érica                  |                                       |
| 2000 | Vidas Cruzadas           | Josefa                 |                                       |
| 2002 | Marisol                  | Zulema de Carvalho     |                                       |
| 2005 | Linha Direta             | Nancy Nair de Oliveira | Episodio: "Chico Picadinho"           |
| 2008 | Faça Sua História        | Neusa                  | Episodio: "O Califa de Copacabana"    |
| 2011 | Amor e Revolução         | Odete de Oliveira Fiel |                                       |

### Cine
- 1987 - Sonhos de Menina-Moça ... Eva[8]
- 1994 - Era uma Vez... ... Princesa Luar